# Rue Fernand-Léger (Paris)
Pour les articles homonymes, voir Rue Fernand-Léger.
La rue Fernand-Léger est une voie du 20e arrondissement de Paris, en France.

## Situation et accès
La rue Fernand-Léger est une voie publique située dans le 20e arrondissement de Paris. Elle débute au 4, rue des Amandiers et se termine au 3, rue des Mûriers.

## Origine du nom
Elle porte le nom du peintre, dessinateur, graveur et décorateur français Fernand Léger (1881-1955).

## Historique
La voie est créée dans le cadre de l'aménagement de la ZAC des Amandiers sous le nom provisoire de « voie AF/20 » et prend sa dénomination actuelle par un arrêté municipal du 1er octobre 1981.